# آن یونگ-کوون
آن یونگ-کوون (انگلیسی: An Yong-kwon؛ زادهٔ ۱۵ اکتبر ۱۹۸۲) وزنه‌بردار اهل کره جنوبی است.